# Vladi Carlo Panato
Vladi Carlo Panato (Pescantina, 28 ottobre 1972) è un canoista italiano.
Fin da giovane inizia ad avvicinarsi al mondo della canoa discesa, facendo pratica sul fiume di casa, l'Adige. La canoa sulla quale si specializza è la canadese monoposto, ovvero un'imbarcazione particolare, in cui anziché rimanere seduti si sta in ginocchio e si utilizza una pagaia con una sola pala.
A soli 21 anni, nel 1993, dopo essersi già fatto notare nelle gare precedenti, Vladi Panato supera il primo grande traguardo, vincendo i Campionati mondiali di canoa/kayak discesa 1993, svoltisi a Croviana e Caldes in Val di Sole sul torrente Noce. A questo seguiranno altri 8 titoli iridati individuali ed uno a squadre (l'ultimo nel mese di giugno 2008 ad Ivrea nella specialità dello sprint), per un palmarès complessivo di 10 Campionati del mondo, 11 Coppe del mondo, e 5 titoli europei (1997, 1999, 2005, 2007 e 2009). A questi sono da aggiungere numerosi podi nazionali e internazionali. 
Vladi Panato non ha mai potuto partecipare a un'Olimpiade perché la discesa C1 non è una disciplina olimpica. Nel 2012, pochi anni dopo il suo ritiro dalle competizioni, ha dichiarato: «Se dovessero inserire la mia specialità tra quelle olimpiche, non avrei un attimo di esitazione ad entrare nuovamente nella mia canadese».
Allenato da Alviano Mesaroli gareggia per il Canoa Club Pescantina da sempre. 